# 杜稜
杜稜（と りょう、天監2年（503年）- 太建4年6月11日（572年7月6日））は、南朝梁から陳にかけての人物。字は雄盛。本貫は呉郡銭唐県。

## 経歴
銭唐県の豪族の家に生まれたが、若くして零落して嶺南に流浪し、梁の広州刺史の蕭暎（蕭憺の子）に仕えた。蕭暎が死去すると、陳霸先に従い、書記をつかさどった。侯景の乱が起こると、将軍となり、蔡路養・李遷仕を平定するのに功績を挙げた。豫章に進軍すると、湘東王蕭繹により仁威将軍・石州刺史に任じられ、上陌県侯に封じられた。
侯景の乱が平定され、陳霸先が朱方に駐屯すると、杜稜は監義興琅邪二郡諸軍事をつとめた。承聖4年（555年）、陳霸先が王僧弁を討つにあたって、杜稜は侯安都らとともに召されて協議したが、杜稜は挙兵に難色を示した。陳霸先は杜稜の口から計画が漏れることを恐れて、手巾で杜稜を縛りあげ、別室に幽閉した。陳霸先が王僧弁を襲撃すると、杜稜を同行させた。同年（紹泰元年）、陳霸先が杜龕らを討つと、杜稜は侯安都とともに建康の留守をつとめた。徐嗣徽と任約が北斉軍を率いて長江を渡り、建康を攻撃してくると、杜稜は侯安都とともに防戦した。紹泰2年（556年）、功績により通直散騎常侍・右衛将軍・丹陽尹に任じられた。
永定元年（557年）、陳が建国されると、侍中・忠武将軍の位を加えられた。まもなく中領軍に転じた。永定3年（559年）、武帝（陳霸先）が崩御したとき、杜稜は建康で禁兵を掌握しており、蔡景歴らと図って陳霸先の死を秘密にして、南皖にいる臨川王陳蒨を迎えた。陳蒨（文帝）が即位すると、杜稜は領軍将軍の号を受けた。天嘉元年（560年）、文帝擁立の功績により、永城県侯に改封された。雲麾将軍・晋陵郡太守として出向した。天嘉2年（561年）1月、召還されて侍中・領軍将軍の位を受けた。天嘉6年（565年）1月、翊左将軍・丹陽尹に転じた。
天康元年（566年）、廃帝が即位すると、杜稜は鎮右将軍・特進の位を加えられた。光大元年（567年）5月、再び領軍将軍の号を受けた。
太建元年（569年）、宣帝が即位すると、散騎常侍・鎮東将軍・呉興郡太守として出向した。太建2年（570年）、召還されて侍中・鎮右将軍の位を受けた。9月、特進・護軍将軍の位を加えられた。太建3年（571年）、公務の失敗のため侍中と護軍将軍の位を剥奪された。太建4年（572年）、侍中・右光禄大夫の位を受けた。同年6月辛巳、在官のまま死去した。享年は70。
開府儀同三司の位を追贈された。諡は成といった。
子の杜安世が後を嗣いだ。

## 伝記資料
- 『陳書』巻12 列伝第6
- 『南史』巻67 列伝第57